# Chileense varkenssnuitskunk
De Chileense varkenssnuitskunk (Conepatus chinga) is een roofdier uit de familie Mephitidae. Het is een van de vijf soorten van het geslacht Conepatus.

## Verspreiding
De Chileense varkenssnuitskunk leeft in het midden en zuiden van Zuid-Amerika. Landen waar deze soort aangetroffen kan worden zijn Chili, Peru, Argentinië (noorden), Bolivia, Paraguay, Uruguay en Brazilië (zuidwesten). De Chileense varkenssnuitskunk leeft in open bosgebieden en op de pampa's.